# Scars Above
 (juillet 2023).
 (mars 2023).
Scars Above est un jeu vidéo d'action-aventure et de science-fiction développé par le studio serbe Mad Head Games et édité par Prime Matter. Il est sorti sur Microsoft Windows et consoles de salon (PlayStation 5, PlayStation 4, XBox Series et XBox One) le 28 février 2023. 

## Scénario
Dans un futur proche, la Terre est survolée par une mystérieuse structure d'origine extraterrestre de forme triangulaire, appelée Métahédron. Alors que les différentes puissances mondiales hésitent sur la conduite à tenir, l'organisation scientifique Scar (Sentient Contact Assessment and Response) décide d'envoyer une équipe en reconnaissance composée des astronautes Kate Ward, Richard Robinson, Tamara Coleman et Mike Yoshida. 
Alors que le vaisseau s'approche de son objectif pour effectuer une première observation, Kate perd connaissance de façon inexplicable. À son réveil, elle comprend qu'elle se trouve sur une planète inconnue, séparée de son groupe et que l'environnement qui l'entoure est hostile. 
Pour survivre, Kate n'aura d'autres choix que de devoir repousser ses limites physiques et mentales pour affronter les horribles créatures qui l'attendent et peut-être retrouver ses compagnons et comprendre ce qu'il s'est passé.

## Système de jeu
Scars Above est un jeu à la troisième personne comprenant des phases de combat, d'exploration et de jeu de rôle.
Pour les phases de combat, le joueur dispose d'un fusil qui peut être modifié avec quatre modules et changer le type de projectiles : électricité, feu, glace ou acide. Chaque mode de tir peut se révéler plus ou moins adapté en fonction de la situation : un ennemi mouillé sera par exemple plus vulnérable aux décharges électriques. Il est également possible de combiner et d'alterner les attaques pour davantage d'efficience ; un ennemi peut être immobilisé par des projectiles de glace et être ensuite éliminé avec un autre mode de tir. Le personnage dispose également d'une arme de corps à corps.  
Les phases d'exploration permettent de trouver des éléments indispensables à la survie comme des munitions, des équipements de soins, mais aussi des documents qui permettent de faire la lumière sur ce qui est arrivé à l'équipe de Kate. Il faudra également atteindre l'objectif indiqué à l'écran, plusieurs chemins pouvant être empruntés pour arriver à un même point.  
Enfin, au fil des combats et des éléments récupérés, le joueur débloque des points de connaissances qui peuvent être dépensés pour améliorer les capacités de Kate : endurance accrue ou inventaire plus vaste par exemple.
Le système de sauvegarde est assez particulier, puisqu'il n'est possible d'enregistrer sa progression qu'à des endroits précis dans les niveaux. De même, la sauvegarde restaure la santé et l'inventaire du personnage, mais régénère également les ennemis précédemment vaincus. 

## Développement
Le jeu a été présenté la première fois à l'E3 de 2021 assez brièvement, avant une présentation plus détaillée lors de la  Gamescom 2022 avec une bande-annonce présentant des cinématiques et des phases de jeu.

## Réception critique
Scars Above reçoit des critiques globalement positives de la presse spécialisée. 
Si les limites techniques du titre ou de sa mise en scène sont parfois clairement visibles en raison d'un budget de développement plus limité que ceux des grands studios, l'univers et l'histoire sont présentés comme agréables à suivre. De même, le gameplay alternant combat, exploration et réflexion est jugé plutôt réussi. La bande-son originale est également vantée pour son efficacité et l'ambiance qu'elle arrive à installer. La difficulté est par ailleurs bien dosée, proposant un réel défi sans pour autant être excessive,.
Globalement, si Scars Above reprend de nombreuses idées déjà vues ailleurs (Dead Space, Returnal, Alien ou The Division pour les reconstitutions virtuelles des événements passés), il arrive à le faire de manière convaincante et à y apporter une personnalité qui lui est propre. Ainsi, si Scars Above n'apporte pas réellement d'innovations et manque quelque peu d'originalité, cela n'est pas réellement rédhibitoire pour autant. 